# Sclerasterias euplecta
Sclerasterias euplecta är en sjöstjärneart som först beskrevs av Fisher 1906.  Sclerasterias euplecta ingår i släktet Sclerasterias och familjen trollsjöstjärnor. Inga underarter finns listade i Catalogue of Life.